# Nacha Pop
Nacha Pop est un groupe de rock espagnol actif de 1978 à 1988 et rattaché à la Movida madrilène.
Le groupe s'est reformé le temps d'une tournée de 2007 à 2009.

## Membres
- Antonio Vega (es) : chant, guitare (1978-1988/2007-2009)
- Nacho Garcia Vega (es) : chant, guitare (1978-1988/2007-2009/2010*)
- Carlos Brooking : basse (1978-1988/2010*)
- Ñete : batterie (1978-1985/2010*)

## Discographie

### Albums
- Nacha Pop (EMI-Hispavox, 1980)
- Buena disposición (EMI-Hispavox, 1982)
- Más números, otras Letras (DRO-Warner, 1983)
- Dibujos animados (Polydor-Universal, 1985)
- El momento (Polydor-Universal, 1987)
- Lucie la star

### EP
- Una décima de segundo (DRO-Warner, 1984)

### Live
- 80-88 (Polydor-Universal, 1988)
- Tour 80-08 Reiniciando (2008)

### Compilations
- Bravo (1996)
- Lo mejor de Nacha Pop - Rico - Antonio Vega (1997)
- Un día cualquiera: colección de canciones (2003)
- La Más Completa Colección Nacha Pop (2005)

## Filmographie
- A tope (Ramón Fernández, 1984)
- Un día cualquiera: visiones del ayer (DVD, 2003)
- 80-88 (DVD, 2004)
- Tour 80-08 Reiniciando (DVD, 2008)